# Kachnička novozélandská
Kachnička novozélandská (Chenonetta finschi), maorsky manutahora, je vyhynulý druh kachny z rodu kachnička (Chenonetta), který se endemicky vyskytoval na Novém Zélandu. Tato kachnička vyhynula někdy mezi 15.–19. stoletím následkem lovu Maorů a predace vajec krysou ostrovní. 

## Systematika

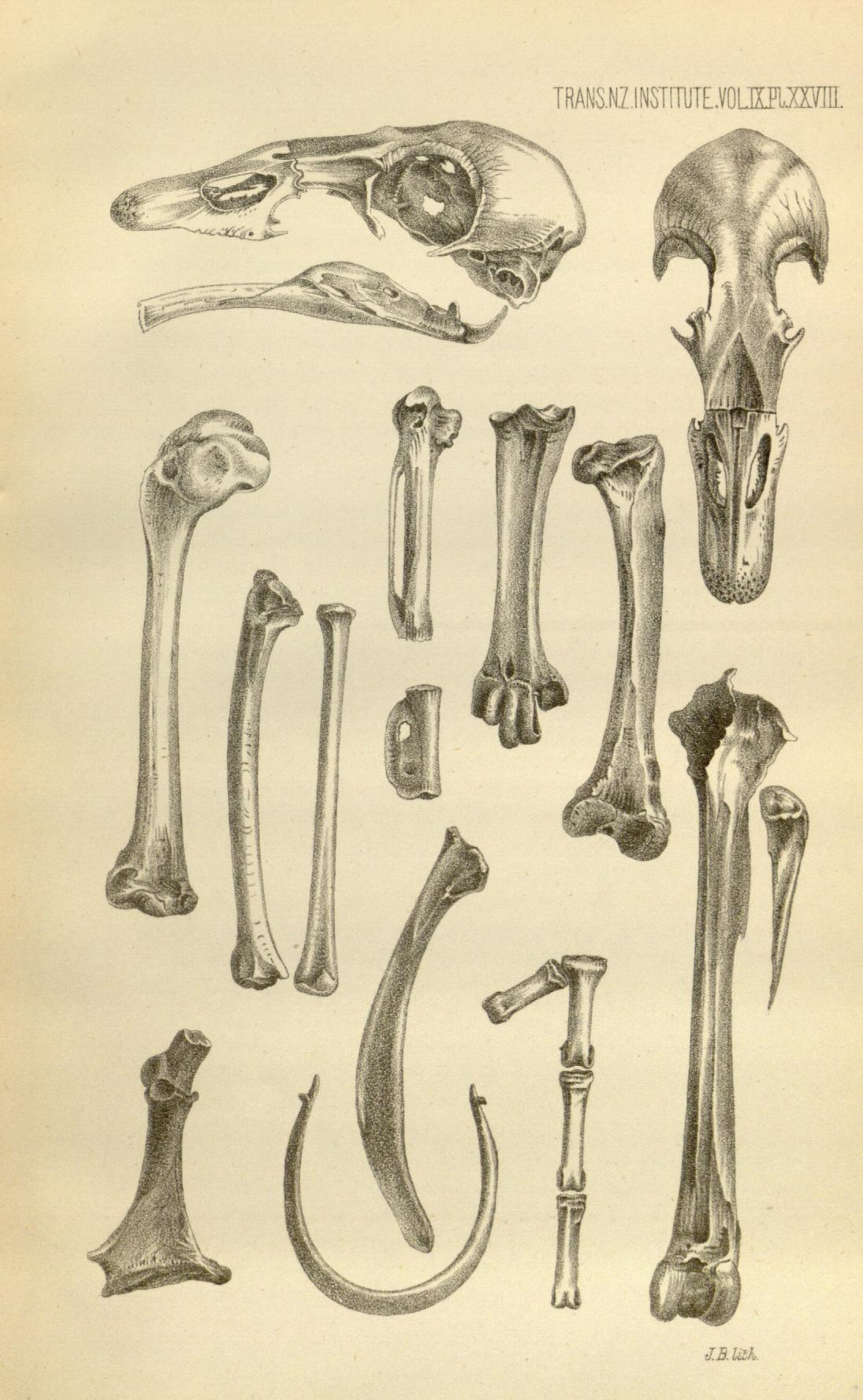
Kosti holotypu

Druh vědecky popsal belgický badatel Pierre-Joseph van Beneden v roce 1876 jako Anas finschi. Druhové jméno finschi bylo vybráno k uctění památky Otta Finsche, který z fosilních nálezů jako první rozpoznal, že se jedná o nový druh. V roce 1903 Oliver vytyčil rod Euryanas, do kterého kachničku novozélandskou zařadil coby jediného představitele. Moderní taxonomové však kachničku novozélandskou řadí do rodu Chenonetta po boku kachničky hřívnaté (Chenonetta jubata) z Austrálie, která je považována za její nejbližší příbuznou. Bylo navrženo, že společný předek kachničky hřívnaté a novozélandské doletěl na Nový Zéland z Austrálie někdy před 230 000 lety, kdy bylo novozélandské podnebí poměrně suché a v krajině bylo velké množství otevřených travnatých ploch s křovinami, které kachničce vyhovovaly, takže se rychle rozšířila po většině novozélandského území.

## Popis
Jednalo se baculatou kachnu dosahující váhy kolem 1–2 kg. Měla silné nohy a krátký, avšak statný zobák. Křídla byla silně redukována, což vypovídá o tom, že se jednalo o velmi slabého letce, případně mohla být zcela nelétavá. Z fosilních nálezů se dá vyčíst, že se křídla kachničky novozélandské zmenšila o desetinu během pouhých 10 000 let, což poukazuje na rychlou adaptaci kachničky na prostředí bez savčích predátorů.

## Ekologie
V minulosti se jednalo o nejpočetnější novozélandskou kachnu. Měla v oblibě otevřenou krajinu, která na rozdíl od preferencí většiny ostatních kachen nemusela zahrnovat větší vodní zdroj jako jezero, močál nebo mořské pobřeží. Podle velkých čichových orgánů lze konstatovat, že kachnička novozélandská měla velmi dobrý čich.

## Vyhynutí
Podle dat z radiokarbonových výzkumů kachnička novozélandská přežila až nejméně do pozdního 15. století nebo poloviny 17. století. Řada kostí kachničky byla nalezena během archeologických průzkumů původních maorských sídlišť, což spolu se špatnými létajícími schopnostmi kachničky naznačuje, že kachnička byla hojně lovena Maory. Vejce byla s největší pravděpodobností požírána i invazivní krysou ostrovní, která na Nový Zéland dorazila společně s prvními polynéskými osadníky. Z roku 1870 pochází záznam o nelétavé kachně s rezavým opeřením odchycené psy nedaleko Ōpōtiki (Bay of Plenty, Severní ostrov). Je možné, že se jednalo o kachničku novozélandskou.